# Antillo

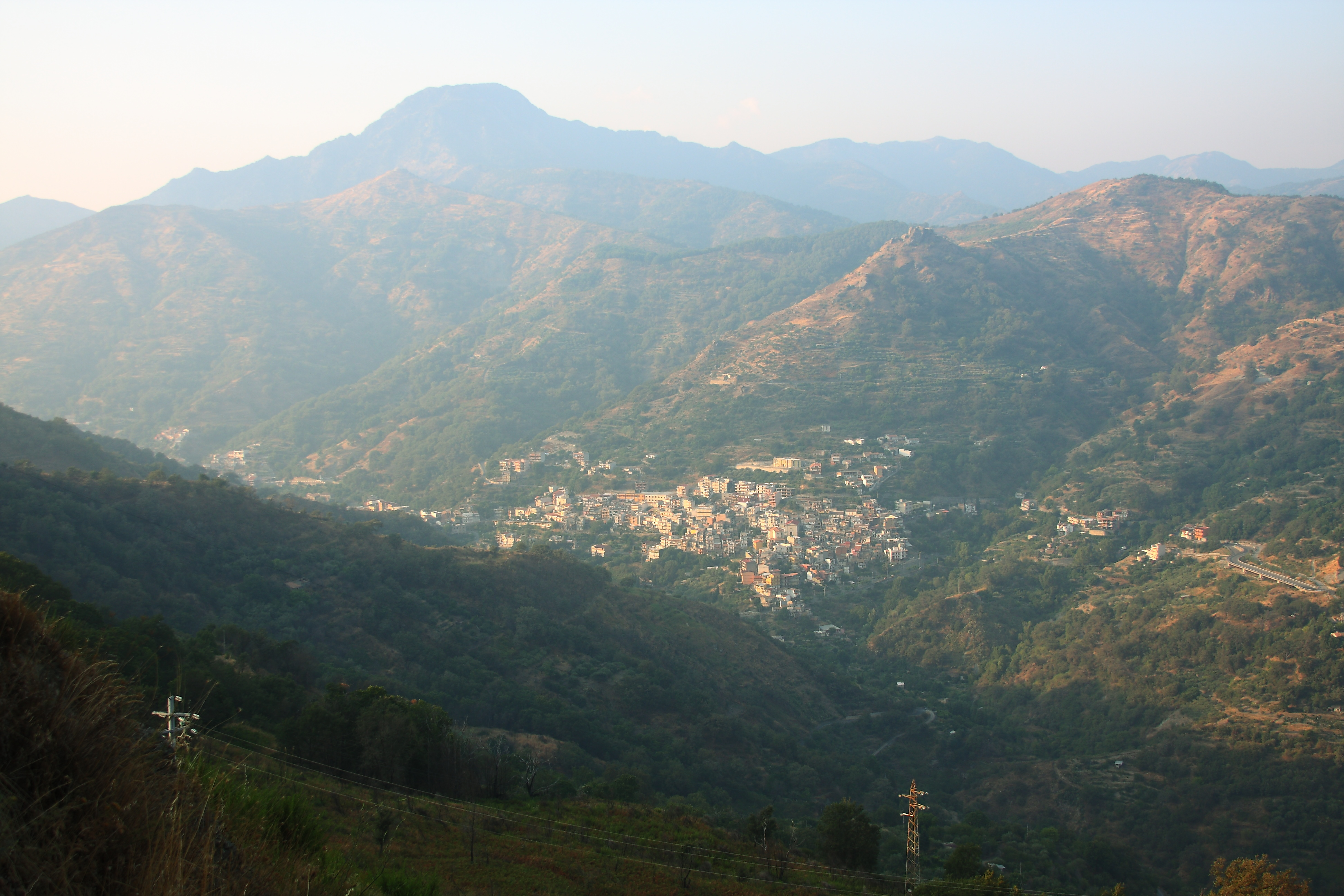
Blick auf Antillo

Antillo ist eine Gemeinde in der Metropolitanstadt Messina in der Region Sizilien in Italien mit 795 Einwohnern (Stand 31. Dezember 2023).

## Lage und Daten
Antillo liegt 49 km südwestlich von Messina. Die Einwohner arbeiten hauptsächlich in der Landwirtschaft. Produziert werden Nüsse, Oliven und Wein. 
Die Nachbargemeinden sind Casalvecchio Siculo, Castroreale, Fondachelli-Fantina, Francavilla di Sicilia, Graniti, Limina, Mongiuffi Melia, Motta Camastra, Roccafiorita und Rodì Milici.

## Geschichte
Antillo ist seit 1846 selbständig. Davor war es ein Gemeindeteil der Gemeinde Savoca.

## Sehenswürdigkeiten
Auf dem Gebiet der Gemeinde steht das mittelalterliche Dorf Borgo Morzulli. Im Ort befindet sich eine antike Gießerei.

## Veranstaltungen
In Antillo wird eine besondere Form des Karnevals gefeiert.